# Нелинейные Х-волны
Нелинейные икс-волны (англ. Nonlinear X-waves, НЛИВ) — пространственная волна, способная распространяться без искажений. Вариант Икс-волн для случая нелинейности. Обычно представляют собой волновой пакет, характеризуемый распределением Гаусса по всем своим координатам
Отличительная особенность НЛИВ — двойной конус в виде креста («Х») в любой из проекций, содержащий максимум волновой функции и направление распространения.
Наблюдались только в экспериментах в области нелинейной оптики. Теоретически предсказаны для Конденсата Бозе — Эйнштейна.

## Публикации
- Предварительные экспериментальные результаты, объявленные на конференции CLEO/QELS, 2001, arXiv.org
- Первая статья с теоретическими предсказаниями, 2002, arXiv.org:Physics
- Статья с теоретическими предсказаниями, Phys. Rev. Lett. 90, 170406, 2003
- Первая статья с экспериментальными результатами, arXiv.org:Physics
- Статья с экспериментальными результатами, Phys. Rev. Lett. 91, 093904, 2003